# Hyperaspis pratensis
Hyperaspis pratensis är en skalbaggsart som beskrevs av Leconte 1852. Hyperaspis pratensis ingår i släktet Hyperaspis och familjen nyckelpigor. Inga underarter finns listade i Catalogue of Life.